# Mormodes tigrina
Mormodes tigrina är en orkidéart som beskrevs av João Barbosa Rodrigues. Mormodes tigrina ingår i släktet Mormodes och familjen orkidéer. Inga underarter finns listade i Catalogue of Life.

## Bildgalleri

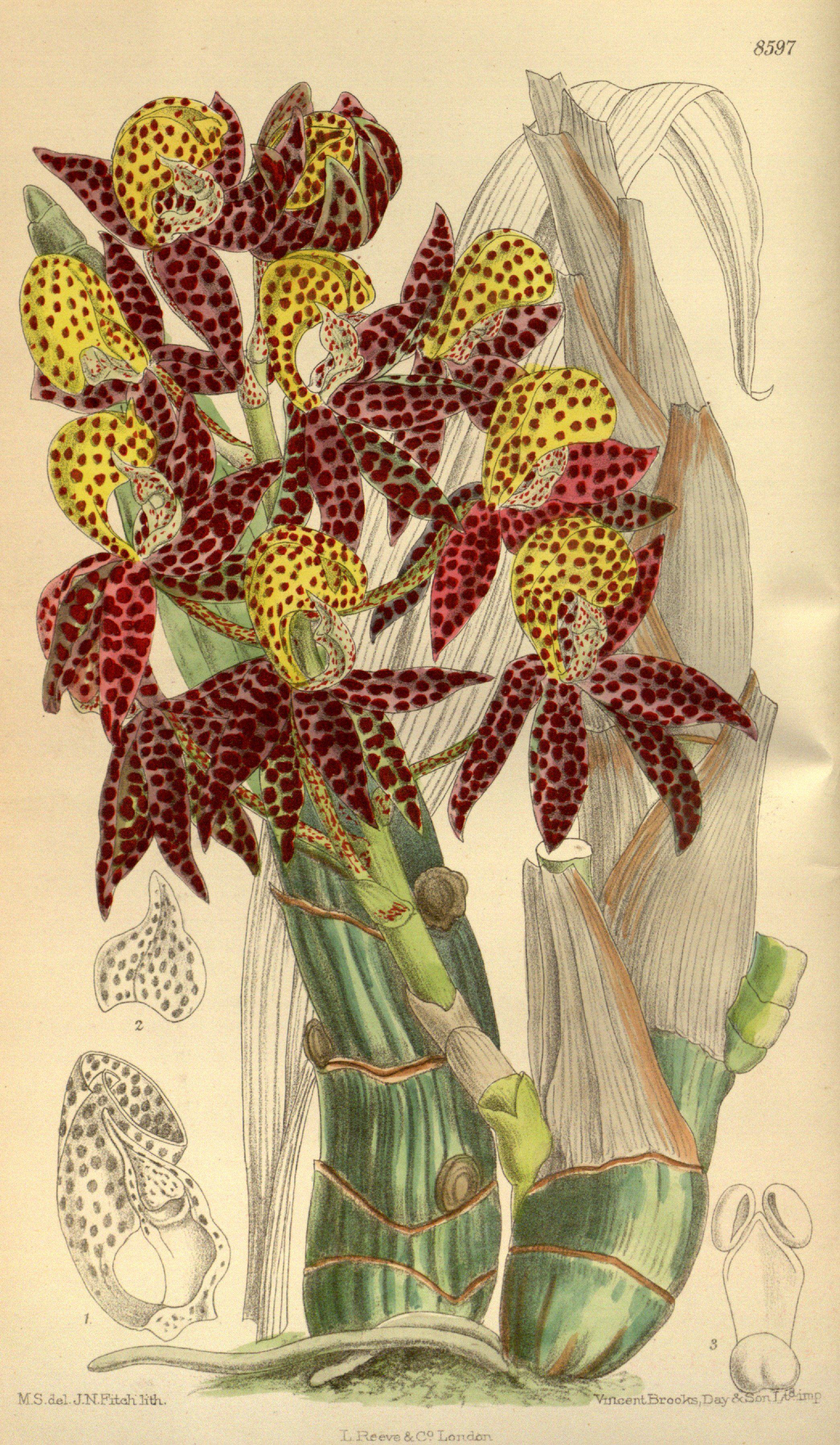